# Сарфаннгуак
Сарфаннгуак (гренл. Sarfannguit, устар. Sarfannguaq или Sarfánguaq) — посёлок в коммуне Кекката в западной части Гренландии.
Гренландское название посёлка означает «Маленький канал» и указывает на расположение Сарфаннгуака на берегу тонкого морского пролива между континентальной Гренландией и маленьким островом Сарфаннгуит Нунатаат (гренл. Sarfannguit Nunataat), который связывает фьорд Имартунининнгуак с фьордом Икертоок. Деревня была основана в 1843 году, основным занятием жителей было и остаётся в наше время ловля и последующая продажа рыбы, в первую очередь трески, другая отрасль экономики Сарфаннгуака — охота на овцебыка, северного оленя и различных ластоногих. Население посёлка почти не менялось за последние годы, в 2005 году здесь проживало 127, в 2007 году — 131, в 2008 году 121 человек.
Через Сарфаннгуак проходит популярный туристический маршрут Arctic Circle Trail, начинающийся в Кангерлуссуаке и оканчивающийся в Сисимиуте.
До основания коммуны Кекката в 2009 году Сарфаннгуак относился к коммуне Сисимиут.